# هالیدی (داکوتای شمالی)
هالیدی(به انگلیسی: Halliday) شهری در ایالت داکوتای شمالی کشور ایالات متحده آمریکا است که جمعیت آن در سرشماری سال ۲۰۱۰ میلادی، ۱۸۸ نفر بوده‌است.